# Jeroen Meijers
Jeroen Meijers (né le 12 janvier 1993 à Tilbourg) est un coureur cycliste néerlandais. Son grand frère Daan est également coureur cycliste.

## Biographie
Jeroen Meijers naît le 12 janvier 1993 à Tilbourg aux Pays-Bas.
Il est membre de l'équipe Parkhotel Rooding Valkenburg en 2012, puis de la formation WV De Jonge Renner en 2013, année où il remporte la 2e étape de la Carpathian Couriers Race et termine 3e du classement général. Il devient stagiaire du 1er août au 31 décembre dans l'équipe Rabobank Development. Il y est membre à part entière à partir de la saison 2014.
Au deuxième semestre 2016, il signe un contrat avec la formation néerlandaise Roompot-Nederlandse Loterij.
Au mois d'août 2018, il termine 22e du Tour du Limousin, neuvième du Grand Prix de la ville de Zottegem et huitième de la Course des raisins.
En mai 2019, Meijers prend la troisième place du Tour de Taïwan disputé en six étapes.

## Palmarès et résultats

### Palmarès par année
- 2013[1]
  - Wim Hendriks Trofee
  - 2e étape de la Carpathian Couriers Race
  - 3e de la Carpathian Couriers Race
- 2016
  - Flèche ardennaise
  - Classement général du Kreiz Breizh Elites
- 2019
  - Tour des Philippines :
    - Classement général
    - 1re étape

  - 2e étape du Tour d'Indonésie
  - Tour de Chine I : 
    - Classement général
    - 4e étape

  - 3e du Tour de Taiyuan
  - 3e du Tour d'Indonésie
- 2021
  - 2e du Grand Prix Develi
- 2022
  - Grand Prix Erciyes
  - 3e du Grand Prix Yahyalı
- 2023
  - Tour de Taïwan : 
    - Classement général
    - 4e étape

  - 3e du Tour de Yiğido
- 2024
  - 2e étape de Belgrade-Banja Luka
  - Oita Urban Classic
- 2025
  - 1re étape du Tour de Banyuwangi Ijen

### Classements mondiaux
| Année                                 | 2013 | 2014 | 2015 | 2016 | 2017 | 2018 | 2019 | 2020 | 2021 | 2022 | 2023 | 2024 |
| ------------------------------------- | ---- | ---- | ---- | ---- | ---- | ---- | ---- | ---- | ---- | ---- | ---- | ---- |
| Classement mondial                    |      |      |      | 393e | 638e | 293e | 253e | 750e | 985e | 614e | 445e | 899e |
| UCI Europe Tour                       | 475e | nc   | 476e | 198e | 377e | 157e | 206e | 601e | 735e | 476e | nc   | nc   |
| UCI Oceania Tour                      | nc   | nc   | nc   | nc   | nc   | 86e  |      |      |      |      |      |      |
|                                       |      |      |      |      |      |      |      |      |      |      |      |      |
| Légende : nc = non classéSource : UCI |      |      |      |      |      |      |      |      |      |      |      |      |